# Puente románico de Puente la Reina
El puente románico de Puente la Reina es un puente en arco, peatonal, sobre el río Arga, ubicado en Puente la Reina (Navarra, España) y datado en el siglo XI. Es un punto de interés en el Camino de Santiago francés, pues en él confluyen los ramales navarro (por Roncesvalles) y aragonés (por Somport) de la ruta jacobea.
En 1931, el puente fue declarado Monumento histórico-artístico, por lo que es Bien de Interés Cultural con categoría de Monumento.

## Historia
El puente de la Reina, que da nombre a la localidad, fue construido por orden de una reina, pero no se sabe quién. Pudo ser Muniadona de Castilla, esposa de Sancho Garcés III de Pamplona y llamada Mayor, o su nuera, Estefanía de Foix, esposa de García Sánchez III de Pamplona.
La obra fue realizada a mediados del siglo XI con el objetivo de cruzar el río Arga y facilitar la peregrinación entre Pamplona y Estella por el Camino de Santiago.

## Descripción
El puente mide 110 metros de largo, con una calzada de 4 metros de ancho. Está sostenido por 7 grandes arcos de medio punto, el más occidental enterrado bajo la calle en dicha orilla, y 5 pilares. La altura de los arcos aumenta hacia el centro. El arco central, el más grande, tiene unos 22 m de luz. Los pilares tienen unos 5 m de espesor, con tajamares en forma de cuña a ambos lados.
Originalmente, el puente tenía tres torres defensivas, una en cada extremo y otra central, y puntos donde se requería el pago de peajes. La torre central albergaba una estatua de la patrona del lugar, la Virgen del Puy. En el siglo XIX, durante las Guerras Carlistas, se derribaron las torres y se trasladó la estatua de la Virgen a la iglesia de San Pedro.

## Galería
|  |  |  |